# 国設くるみ台野営場
国設くるみ台野営場（こくせつくるみだいやえいじょう）は、秋田県山本郡藤里町にあるキャンプ場。

## 概要

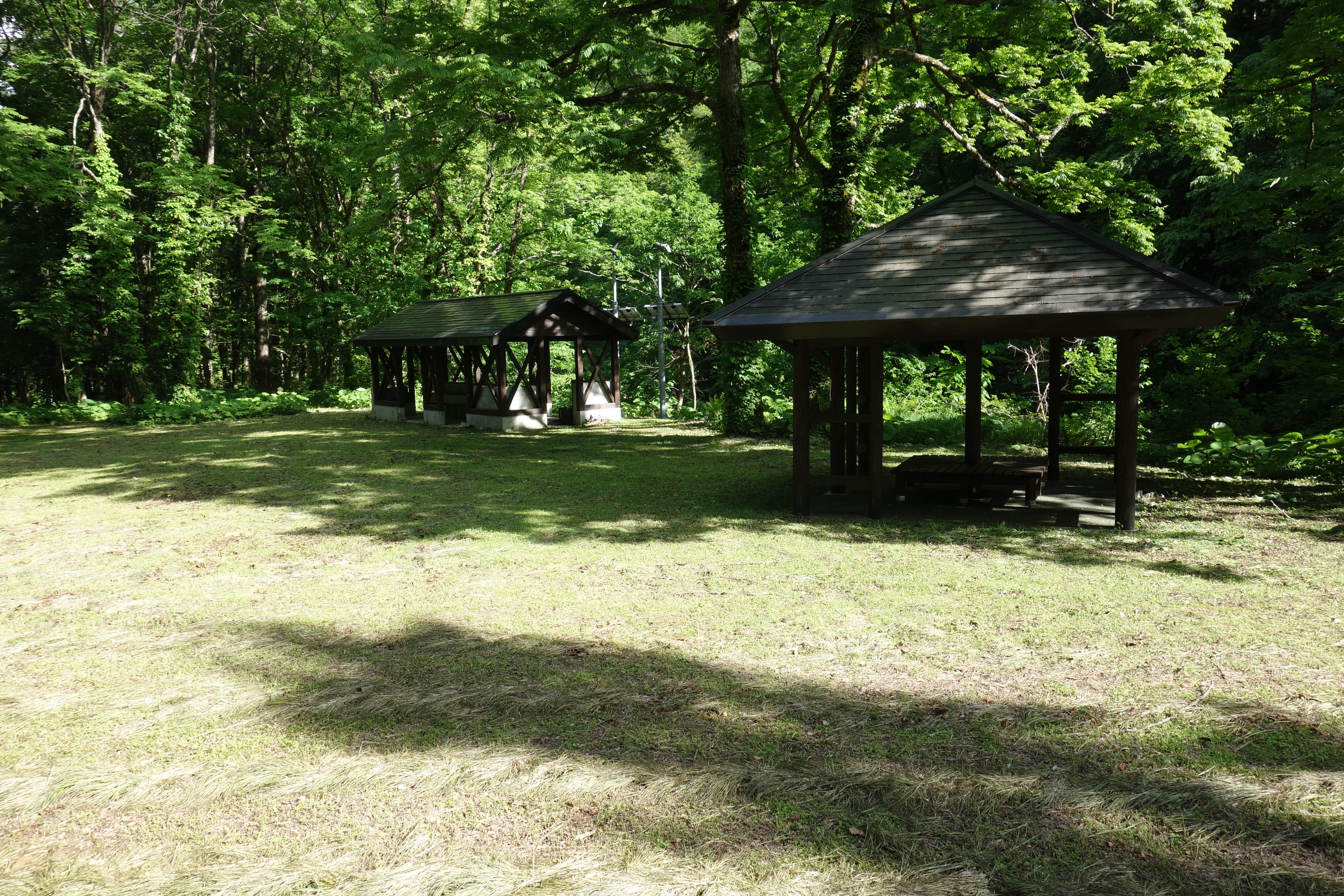
くるみ台野営場

世界自然遺産白神山地の秋田県側の入口のひとつである白神山地世界遺産センター（藤里館）から約18.4キロで、藤里町と青森県西目屋村を結ぶ県道から分岐して岳岱自然観察教育林、藤里駒ヶ岳登山口へ至る黒石沢林道入口近くにあるキャンプ場。
野営場の面積は4ヘクタールで、国有林の中のキャンプ場で、名前のとおり周囲一帯がサワグルミを主とした広葉樹の林となっており、林野庁東北森林管理局藤里森林生態系保全センターが管理する「くるみ台森林スポーツ林」に含まれる。炊事場、トイレ、テントサイトが整備され、夏季を中心に野外活動の場として利用されている。岳岱自然観察教育林までは5.2キロ、車で約15分。
藤里駒ケ岳（黒石コース）にも近く、登山の際の宿営地としても利用されている。目の前を流れる藤琴川上流部・黒石沢は、渓流釣りの名所としても知られている。

## 利用
- 利用期間は5月下旬～10月下旬（通行止めの期間あり）
- 常設テントなし。テントサイト20。無料。
- 水洗トイレあり。場内に電気なし。炊事棟以外での直火炊き禁止。

## 所在地
秋田県山本郡藤里町藤琴沢国有林
- 北緯40度24分25.7秒 東経140度17分31秒 / 北緯40.407139度 東経140.29194度
- 地理院地図へのリンク表示名 - 地理院地図
- Googleマップへのリンク表示名 - Google マップ

## 交通アクセス
- 自家用車 秋田自動車道二ツ井白神I.Cから約50分